# Liste der Trinkwasserversorgung deutscher Großstädte
Diese Liste der Trinkwasserversorgung deutscher Großstädte bietet einen Überblick über Herkunft, Preis, Härtebereich und Nitratgehalt des Trinkwassers in den aktuellen 80 Großstädten Deutschlands mit über 100.000 Einwohnern.
Die Wasserhärte ist vor allem abhängig von der Herkunft des Wassers. Oberflächenwasser aus Stauseen ist sehr weich, da es hauptsächlich aus oberflächlich zufließendem Niederschlagswasser besteht. Dieses konnte auf dem (meist kurzen) Fließweg nur wenige Mineralstoffe als Härtebildner aufnehmen. Die Härte von Grundwasser ist abhängig vom Gestein im Boden. Je kalkhaltiger das Gestein, desto härter das Grundwasser. Das härteste Wasser in dieser Liste wird in Würzburg abgegeben (bis zu 43 °dH). Das Stadtgebiet liegt fast ausschließlich auf Gesteinen des Muschelkalks. Die Härtebereiche des Wasch- und Reinigungsmittelgesetzes sind wie folgt aufgeteilt:
| Härtebereich | Millimol Calciumcarbonat je Liter | °dH                 |
| ------------ | --------------------------------- | ------------------- |
| weich        | weniger als 1,5                   | weniger als 8,4 °dH |
| mittel       | 1,5 bis 2,5                       | 8,4 bis 14 °dH      |
| hart         | mehr als 2,5                      | mehr als 14 °dH     |

Nitrate gelangen unter anderem durch stickstoffhaltige Düngung in der Landwirtschaft in das Grundwasser. Die Trinkwasserverordnung legt den Grenzwert bei 50 mg/l fest. Ein zu hoher Nitratgehalt im Trinkwasser kann insbesondere für Säuglinge gefährlich werden, da durch deren weniger saures Magenmilieu das Nitrat zu Nitrit reduziert werden kann. Nitrit wiederum behindert die Sauerstoffaufnahme im Blut. Die Bewertung des Grundwasserzustands nach EU-⁠Wasserrahmenrichtlinie ergab, dass bei 27 % der deutschen Grundwasserkörper der Schwellenwert von 50 mg/l überschritten wird. Wasserversorger, die ein solchermaßen belastetes Rohwasser fördern, müssen den Nitratgehalt reduzieren. Das geht etwa durch Mischung mit weniger belastetem Wasser oder durch eine Vertiefung oder Verlagerung der Brunnen.
Die meisten Großstädte gewinnen ihr Trinkwasser aus Grundwasser und Oberflächenwasser aus Talsperren. Das Wasser von Flüssen wird nur in wenigen Fällen direkt für die Trinkwassergewinnung genutzt. Das prominenteste Beispiel in Deutschland ist die Ruhr, aber beispielsweise auch die Stadt Rostock bezieht ihr Trinkwasser aus der Warnow.
Der Mengenpreis versteht sich inklusive 7 % Mehrwertsteuer und ist für Privatkunden ermittelt worden.
| Stadt                 | Versorger                                                | Gesamthärte (°dH) | Nitrat (mg/l) | Herkunft | Mengenpreis (€/m³ brutto) | Stand und Quelle |
| --------------------- | -------------------------------------------------------- | ----------------- | ------------- | --- | ------------------------- | ---------------- |
| Aachen                | Stadtwerke Aachen                                        | 3,0–14,0          | 2,0–10,0      | Oberflächenwasser 80 % (bereitgestellt durch WAG Nordeifel aus Dreilägerbachtalsperre, Kalltalsperre und dem Obersee der Rurtalsperre) Grundwasser 20 % aus den Wasserwerken Eicher Stollen, Brandenburg, Schmithof und Reichswald                                                       | 2,12                      | 2021             |
| Augsburg              | Stadtwerke Augsburg                                      | 13,1–13,4         | 5,4           | Grundwasser | 1,86–2,42                 | 2021             |
| Bergisch Gladbach     | BELKAW                                                   | 11,0              | 19,0          | Grundwasser aus der Paffrather Kalkmulde (Wasserwerk Refrath) | 1,98                      | 2021             |
| Berlin                | Berliner Wasserbetriebe                                  | 14,3–22,4         | 21,0–66,0     | Grundwasser, teilweise angereichert (Wasserwerke Beelitzhof, Friedrichshagen, Kaulsdorf, Kladow, Spandau, Stolpe, Tegel, Tiefwerder und Wuhlheide) | 1,81                      | 2020             |
| Bielefeld             | Stadtwerke Bielefeld                                     | 11,0–16,0         | 9,0–15,0      | Grundwasser, vorrangig aus der Senne (hier werden 14 von 15 Wasserwerken betrieben) | 1,85                      | 2014–2017        |
| Bochum                | Stadtwerke Bochum                                        | 6,4–7,2           | 9,5           | Grundwasser, mit Ruhrwasser angereichert, bereitgestellt durch die Wassergewinnung Essen (Wasserwerk Essen-Horst) sowie durch das Wasserwerk Witten | 1,85                      | 2020             |
| Bonn                  | Stadtwerke Bonn                                          | 4,3–7,1           | 10,0–18,0     | Oberflächenwasser aus der Wahnbachtalsperre Grundwasser aus den Wasserwerken Hennef-Siegbogen und Meindorf | 1,79                      | 2020             |
| Bottrop               | Rheinisch-Westfälische Wasserwerksgesellschaft           | 8,3–14,7          | 9,4–12,7      | Oberflächenwasser aus der Ruhr nach dem Mülheimer Verfahren (Wasserwerke Mülheim-Styrum-Ost, Mülheim-Styrum-West) Grundwasser aus dem Wasserwerk Dorsten-Holsterhausen | 1,37                      | 2020             |
| Braunschweig          | BS Energy                                                | 3,4–7,0           | 4,8           | Oberflächenwasser aus der Ecker- und Granetalsperre im Harz (97 %) Grundwasser aus dem Wasserwerk Bienroder Weg, vermischt mit Oberflächenwasser aus dem Harz (3 %) | 2,12–2,33                 | 2021             |
| Bremen                | swb AG                                                   | 5,9–13,4          | 1,6–3,0       | Grundwasser aus den Wasserwerken Bremen-Blumenthal (16 %); Schneeren, Liebenau und Ristedt (Harzwasserwerke); Panzenberg und Wittkoppen (Trinkwasserverband Verden) und Wildeshausen (Oldenburg-Ostfriesischer Wasserverband)                                                            | 2,21                      | 2021             |
| Bremerhaven           | swb AG                                                   | 8,2–8,8           | < 0,5         | Grundwasser aus den Wasserwerken Langen, Leherheide und Bexhövede | 2,21                      | 2021             |
| Chemnitz              | eins energie in sachsen                                  | 4,1–5,2           | 6,4–11,0      | Oberflächenwasser aus den Talsperren Saidenbach, Neunzehnhain, Eibenstock und Einsiedel, bereitgestellt vom Zweckverband Fernwasser Südsachsen | 2,50                      | 2021             |
| Darmstadt             | Entega                                                   | 17,9–19,3         | 9,1–20,7      | Grundwasser aus dem Hessischen Ried, bereitgestellt durch Hessenwasser | 1,73                      | 2021             |
| Dortmund              | Dortmunder Energie- und Wasserversorgung                 | 5,0–7,9           | 8,8–12,4      | Uferfiltrat aus der Ruhr, bereitgestellt durch die Wasserwerke Westfalen | 1,68                      | 2021             |
| Dresden               | Drewag                                                   | 5,6–12,7          | 10,9–13,5     | Oberflächenwasser aus dem Talsperrensystem Klingenberg/Lehnmühle (Wasserwerk Coschütz) Grundwasser + Uferfiltrat der Elbe aus den Wasserwerken Hosterwitz und Tolkewitz | 2,14                      | 2020             |
| Duisburg              | Stadtwerke Duisburg                                      | 11,1–17,0         | 11,0–15,2     | Grundwasser aus dem Naturpark Hohe Mark (Wasserwerk Wittlaer) | 1,80                      | 2020             |
| Düsseldorf            | Stadtwerke Düsseldorf                                    | 14,0              | 11,0          | Grundwasser (20 %), Uferfiltrat aus dem Rhein (80 %) (Wasserwerke Am Staad, Flehe, Holthausen und Lörick) | 2,12                      | 2024             |
| Erfurt                | Stadtwerke Erfurt                                        | 3,3–11,9          | 4,9–11,3      | Mischwasser aus Grundwasser (Wasserwerk Möbisburg) und Oberflächenwasser aus der Ohra-Talsperre (Wasserwerk Luisenthal), teilweise auch reines Oberflächenwasser (ca. 30 % der Haushalte). Beides bereitgestellt durch die ThüWa ThüringenWasser GmbH.                                   | 1,96                      | 2021             |
| Erlangen              | Erlanger Stadtwerke                                      | 10,0–15,1         | 2,0–15,0      | Grundwasser aus den WW West 1, Ost und Burgberg (u. a. aus dem Buckenhofer Forst); außerdem Bezug von N-ERGIE und dem Zweckverband Wasserversorgung fränkischer Wirtschaftsraum (WfW) | 2,21                      | 2021             |
| Essen                 | Stadtwerke Essen                                         | 7,4               | 9,1           | Uferfiltrat aus der Ruhr, bereitgestellt durch die Wassergewinnung Essen | 1,95                      | 2020             |
| Frankfurt am Main     | Mainova                                                  | 4,0–20,0          | 9,7           | Grundwasser, bereitgestellt durch Hessenwasser | 2,01                      | 2019             |
| Freiburg im Breisgau  | Bn Netze                                                 | 2,3–12,8          | 5,2–23,0      | Grund- und Quellwasser aus den Wasserwerken Ebnet, Kappel, Hausen und Günterstal | 2,06                      | 2021             |
| Fürth                 | Infra Fürth                                              | 16,0–16,8         | 5,1–16,0      | Grundwasser aus den Wasserwerken Rednitztal (50 %), Knoblauchsland (7 %) und Guggenmühle (43 %) | 2,27                      | 2021             |
| Gelsenkirchen         | Gelsenwasser                                             | 7,4–11,1          | 9,1–15,2      | Grundwasser aus den Wasserwerken Essen-Horst und Haltern | 1,81                      | 2020             |
| Göttingen             | Stadtwerke Göttingen                                     | 6,4–6,8           | 7,9–11,1      | Mischung aus Oberflächenwasser aus der Sösetalsperre (Harzwasserwerke, 80 %) und Grundwasser der Göttinger Gewinnungsanlagen Springmühle, Stegemühle und Weendespring (20 %) | 2,03                      | 2020             |
| Gütersloh             | Stadtwerke Gütersloh                                     | 16,1–19,1         | 9,9–18,3      | Grundwasser aus den Wasserwerken Langer Weg (Gewinnungsgebiet: Spexard), Nordrheda-Ems (Gewinnungsgebiet: Rhedaer Forst) und Quenhorn | 1,53                      | 2021             |
| Hagen                 | Mark-E                                                   | 4,9–7,1           | 9,5–13,6      | Uferfiltrat aus der Ruhr (Wasserwerk Hengstey) Oberflächenwasser aus der Hasper Talsperre | 1,90                      | 2020             |
| Halle (Saale)         | Stadtwerke Halle                                         | 4,2               | 7,4           | Oberflächenwasser aus der Rappbodetalsperre, bereitgestellt durch die Fernwasserversorgung Elbaue-Ostharz | 2,14                      | 2020             |
| Hamburg               | Hamburg Wasser                                           | 5,4–17,5          | < 0,2–9,3     | Grundwasser, gefördert von 16 Wasserwerken | 1,92                      | 2021             |
| Hamm                  | Stadtwerke Hamm                                          | 7,2–8,2           | 9,6–12,4      | Uferfiltrat aus der Ruhr (Wasserwerk Fröndenberg-Warmen und Wasserwerke Halingen und Echthausen, Betreiber: Wasserwerke Westfalen) | 1,72                      | 2020             |
| Hannover              | enercity                                                 | 13,0              | 2,6           | Grundwasser aus den Wasserwerken Elze-Berkhof und Fuhrberg Uferfiltrat aus der Leine (Wasserwerk Grasdorf) | 2,21–2,47                 | 2021             |
| Heidelberg            | Stadtwerke Heidelberg                                    | 2,5–20,9          | 1,0–21,0      | Quellwasser (5 %), Grundwasser aus den Wasserwerken Entensee, Rauschen und Schlierbach (zusammen 60 %), der Rest stammt von den Zweckverbänden Wasserversorgung Kurpfalz (Wasserwerk Schwetzinger Hardt) und Neckargruppe (Wasserwerk Edingen-Neckarhausen), beide ebenfalls Grundwasser | 2,68                      | 2021             |
| Heilbronn             | Stadtwerke Heilbronn                                     | 9,0–18,0          | 4,5–22,0      | Oberflächenwasser von der Bodensee-Wasserversorgung (85 %) Grundwasser aus Brunnen vor Ort (15 %) | 2,46                      | 2021             |
| Herne                 | Stadtwerke Herne                                         | 7,0–11,1          | 9,8–15,2      | Grundwasser aus den Wasserwerken Haltern (Gelsenwasser) und Witten (Wasserwerke Westfalen, mit Uferfiltrat aus der Ruhr) | 1,81                      | 2020             |
| Hildesheim            | EVI Energieversorgung Hildesheim                         | 2,8               | 5,1           | Oberflächenwasser aus der Söse- und Granetalsperre (Harzwasserwerke) | 2,21                      | 2020             |
| Ingolstadt            | Ingolstädter Kommunalbetriebe                            | 20,2              | 6,0           | Grundwasser, bereitgestellt von vier Wasserwerken | 2,21                      | 2020             |
| Jena                  | Jenawasser                                               | 2,9–19,0          | 5,2–11,7      | Grundwasser aus den Wasserwerken Burgau und Drackendorf Oberflächenwasser aus der Ohratalsperre (Thüringer Fernwasserversorgung) | 1,85                      | 2020             |
| Karlsruhe             | Stadtwerke Karlsruhe                                     | 18,2              | 3,8           | Grundwasser aus den Wasserwerken Durlacher Wald, Mörscher Wald, Hardtwald und Rheinwald | 2,51                      | 2020             |
| Kassel                | Kasselwasser                                             | 8,4–15,4          | 5,0–19,9      | Grundwasser und Quellwasser aus acht Wasserwerken | 1,85                      | 2021             |
| Kiel                  | Stadtwerke Kiel                                          | 12,1–19,9         | 1,7–2,7       | Grundwasser aus den Wasserwerken Schulensee, Schwentinental, Pries und Wik | 1,90                      | 2021             |
| Koblenz               | Energieversorgung Mittelrhein                            | 11,9–13,4         | 11,0–17,0     | Grundwasser, bereitgestellt durch die Vereinigte Wasserwerke Mittelrhein GmbH | 1,83                      | 2021             |
| Köln                  | Rheinenergie                                             | 14,0–17,7         | 20,0          | Grundwasser aus der Kölner Bucht, bereitgestellt von acht Wasserwerken | 1,00                      | 2021             |
| Krefeld               | Stadtwerke Krefeld                                       | 12,4–13,4         | 7,5–30,0      | Grundwasser aus den Wasserwerken Gladbacher Straße und In der Elt (betrieben von der Netzgesellschaft Niederrhein) | 1,34                      | 2020             |
| Leipzig               | Kommunale Wasserwerke Leipzig                            | 8,5–18,6          | < 2,7–26,0    | Grundwasser aus den Wasserwerken Naunhof 1 und 2, Canitz, Thallwitz und Belgershain Uferfiltrat aus der Elbe, bereitgestellt vom Wasserwerk Torgau Ost (Fernwasserversorgung Elbaue-Ostharz)                                                                                             | 1,97                      | 2020             |
| Leverkusen            | Energieversorgung Leverkusen                             | 5,2–8,6           | 7,0–21,4      | Grundwasser aus dem Wasserwerk Rheindorf (30 %) Oberflächenwasser aus der Großen Dhünntalsperre | 1,72                      | 2021             |
| Lübeck                | Stadtwerke Lübeck                                        | 12,5–18,5         | 1,8           | Grundwasser aus den Wasserwerken Kleinensee, Klein Disnack und Vorwerk sowie aus dem Wasserwerk Großhansdorf von Hamburg Wasser | 1,82                      | 2021             |
| Ludwigshafen am Rhein | Technische Werke Ludwigshafen                            | 10,6–14,5         | 1,8–2,2       | Grundwasser aus den Wasserwerken Parkinsel und Maudach/Oggersheim | 1,92                      | 2021             |
| Magdeburg             | Städtische Werke Magdeburg                               | 14,2              | < 1,0         | Grundwasser aus der Colbitz-Letzlinger Heide (Wasserwerk Colbitz) | 1,99                      | 2020             |
| Mainz                 | Mainzer Stadtwerke                                       | 12,6–26,1         | 1,6–2,1       | Grundwasser und Uferfiltrat aus dem Rhein (Wasserwerke Eich bei Worms, Hof Schönau und Petersaue) | 1,78                      | 2021             |
| Mannheim              | MVV Energie                                              | 17,6–19,4         | 0,97–18,0     | Grundwasser aus den Wasserwerken Rheinau, Käfertal und Schwetzinger Hardt | 1,78                      | 2021             |
| Moers                 | ENNI Unternehmensgruppe                                  | 12,4              | 13,3          | Grundwasser aus den Wasserwerken Moers-Vinn, Niep-Süsselheide und Rumeln-Kaldenhausen | 1,51                      | 2020             |
| Mönchengladbach       | NEW AG                                                   | 11,2–15,3         | 4,2–27,1      | Grundwasser aus sechs Wasserwerken | 1,67                      | 2020             |
| Mülheim an der Ruhr   | Rheinisch-Westfälische Wasserwerksgesellschaft           | 8,3               | 9,4           | Oberflächenwasser aus der Ruhr nach dem Mülheimer Verfahren (Wasserwerke Mülheim-Styrum-Ost, Mülheim-Styrum-West) | 1,37                      | 2020             |
| München               | Stadtwerke München                                       | 15,8              | 6,0           | Grundwasser aus dem Mangfalltal (75 %), dem Loisachtal (20 %) und der südlichen Münchner Schotterebene (5 %) | 1,78                      | 2021             |
| Münster               | Stadtwerke Münster                                       | 11,2–20,5         | 7,4–14,4      | Grundwasser aus den Wasserwerken Geist, Hohe Ward, Hornheide und Kinderhaus, außerdem aus dem Wasserwerk Haltern (Gelsenwasser, 25 %) | 1,68                      | 2020             |
| Neuss                 | Stadtwerke Neuss                                         | 13,4–16,4         | 16,3–38,7     | Grundwasser aus den Wasserwerken Broichhof und Rheinbogen, außerdem zu 27 % Fremdbezug von den Kreiswerken Grevenbroich in den südlichen Stadtteilen | 1,73                      | 2021             |
| Nürnberg              | N-ERGIE                                                  | 8,6–14,4          | 4,0–14,0      | Grundwasser aus fünf Wasserwerken, außerdem zu 30 % Fremdbezug vom Zweckverband Wasserversorgung fränkischer Wirtschaftsraum (WfW) | 2,10                      | 2021             |
| Oberhausen            | Rheinisch-Westfälische Wasserwerksgesellschaft           | 8,3–13,3          | 9,4–12,7      | Grundwasser aus dem Wasserwerk Dorsten-Holsterhausen Oberflächenwasser aus der Ruhr nach dem Mülheimer Verfahren (Wasserwerke Mülheim-Styrum-Ost, Mülheim-Styrum-West) | 1,37                      | 2020             |
| Offenbach am Main     | Zweckverband Wasserversorgung Stadt und Kreis Offenbach  | 9,3–12,1          | 8,9–13,0      | Grundwasser aus der Hanau-Seligenstädter Senke, aufbereitet in sechs Wasserwerken | 1,96                      | 2021             |
| Oldenburg (Oldb)      | EWE Netz                                                 | 1,8–7,0           | < 2,0–9,9     | Grundwasser aus den Wasserwerken Donnerschwee, Alexandersfeld und Sandkrug | 1,69                      | 2020             |
| Osnabrück             | Stadtwerke Osnabrück                                     | 6,9–12,8          | 6,9–24,0      | Grundwasser aus den Wasserwerken Düstrup (ca. 33 %), Thiene und Wittefeld | 1,67                      | 2019             |
| Paderborn             | Stadtwerke Paderborn                                     | 5,8–16,4          | 5,0–14,0      | Grundwasser aus den Wasserwerken Diebesweg, Boker-Heide und Hossengrund Oberflächenwasser aus dem Aabachsee, gewonnen durch die Wasserwerke Paderborn GmbH | 1,45                      | 2021             |
| Pforzheim             | Stadtwerke Pforzheim                                     | 8,1–9,1           | 3,5–8,3       | Grundwasser aus dem Wasserwerk Friedrichsberg Oberflächenwasser von der Bodensee-Wasserversorgung | 2,41                      | 2021             |
| Potsdam               | Stadtwerke Potsdam                                       | 8,0–21,0          | 0,5–1,0       | Grundwasser aus den Wasserwerken Leipziger Straße, Wildpark, Nedlitz, Rehbrücke und Ferch II | 2,25                      | 2019             |
| Recklinghausen        | Gelsenwasser                                             | 11,1              | 15,2          | Grundwasser aus dem Wasserwerk Haltern | 1,81                      | 2019             |
| Regensburg            | REWAG                                                    | 17,0              | 28,0          | Grundwasser aus den Wasserwerken Sallern (80 %) und Oberer Wöhrd (20 %) | 1,58                      | 2019             |
| Remscheid             | EWR GmbH                                                 | 5,0               | 10,0          | Oberflächenwasser aus der Großen Dhünntalsperre | 2,42                      | 2019             |
| Reutlingen            | FairEnergie                                              | 9,0–18,0          | 4,0–16,5      | Oberflächenwasser von der Bodensee-Wasserversorgung (66 %); der Rest Grundwasser | 2,39                      | 2020             |
| Rostock               | Nordwasser GmbH                                          | 18,0              | 17,6          | Oberflächenwasser aus der Warnow (Wasserwerk Rostock) | 1,39                      | 2021             |
| Saarbrücken           | Stadtwerke Saarbrücken                                   | 4,7–14,2          | 1,1–13,3      | Grundwasser aus den Wasserwerken Blickweiler und Wolfersheim | 2,11                      | 2020             |
| Salzgitter            | WEVG Salzgitter                                          | 3,1               | 4,9           | Oberflächenwasser aus der Granetalsperre (Harzwasserwerke) | 1,74–2,17                 | 2020             |
| Siegen                | Siegener Versorgungsbetriebe                             | 4,5               | 1,8           | Oberflächenwasser aus der Obernautalsperre | 2,34                      | 2020             |
| Solingen              | Stadtwerke Solingen                                      | 5,2–6,1           | 9,6–13,0      | Oberflächenwasser aus der Sengbachtalsperre und der Großen Dhünntalsperre Grundwasser aus dem Wasserwerk Baumberg | 2,96                      | 2020             |
| Stuttgart             | Netze BW                                                 | 9,1–13,3          | 4,1–19,4      | Oberflächenwasser von der Bodensee-Wasserversorgung Grundwasser aus dem Donauried (Landeswasserversorgung) | 2,86                      | 2020             |
| Trier                 | Stadtwerke Trier                                         | 5,4–9,6           | 4,9–8,0       | Oberflächenwasser aus der Riveristalsperre Grundwasser aus dem Wasserwerk Kylltal | 1,74                      | 2021             |
| Ulm                   | Stadtwerke Ulm                                           | 12,7              | 8,5–20,0      | Grundwasser aus dem Wasserwerk Rote Wand, teilweise Fremdbezug durch die Landeswasserversorgung | 1,82                      | 2020             |
| Wiesbaden             | Wasserversorgungsbetriebe der Landeshauptstadt Wiesbaden | 3,7–18,6          | 2,5–7,5       | Grundwasser aus dem Hessischen Ried (40 %), den Wiesbadener Taunusstollen (30 %) und dem Wasserwerk Schierstein (30 %) | 2,76                      | 2020             |
| Wolfsburg             | LSW Energie                                              | 6,7               | 0,5           | Grundwasser aus den Wasserwerken Westerbeck und Rühen | 1,72                      | 2020             |
| Wuppertal             | Eigenbetrieb Wasser und Abwasser Wuppertal               | 5,0–10,8          | 10,0–19,0     | Oberflächenwasser aus der Herbringhauser Talsperre, der Kerspetalsperre (beide Wasserwerk Herbringhausen) und der Großen Dhünntalsperre (Wasserwerk Dabringhausen) Uferfiltrat aus dem Rhein (Wasserwerk Benrath)                                                                        | 1,76                      | 2020             |
| Würzburg              | Würzburger Versorgungs- und Verkehrs-GmbH                | 25,0–43,1         | 20,1–37,6     | Grundwasser aus den Wasserwerken Bahnhofstraße und Mergentheimer Straße | 2,58                      | 2021             |